# Praha-Veleslavín (nádraží)
Praha-Veleslavín je nácestná železniční stanice na trati z Prahy do Rakovníka.
V roce 1863 byla Lánská koněspřežka nahrazena parní železniční tratí, na které byla vybudována dnešní stanice. Stanice leží na adrese Nad Stanicí 42 mezi nádražími Praha-Dejvice a Praha-Ruzyně na 7,7. traťovém kilometru (od nádraží Praha-Bubny). Na dejvickém zhlaví stanice se nachází železniční přejezd se závorami a stavědlo St.1, které obsluhuje výhybky číslo 2 a 3. Druhé stavědlo se nachází na ruzyňském zhlaví.

## Význam
Pro nákladní dopravu nemá stanice prakticky žádný význam. Ze stanice historicky odbočovaly dvě vlečky, jedna do místní teplárny (směrem do Prahy doprava, snesena v roce 2008) a druhá do bývalé továrny na šamotové a hliněné zboží (směrem do Prahy doleva, snesena po druhé světové válce). Nádraží se nachází nedaleko tramvajové zastávky Nádraží Veleslavín na Evropské ulici. Od roku 2015 zde je možný také přestup na stanici metra se stejným názvem na lince A. Díky tomu se stala stanice významným přestupním bodem v relaci Kladno-Praha.
V roce 1986 zde vlak amputoval nohu známému českému zpěvákovi Lou Fanánkovi Hagenovi.
Přilehlý autobusový terminál je obsluhován městskými linkami číslo 59 na letiště a linkou 225 směřující do Prahy 5 a dále meziměstskými linkami ve směru Kladno či Slaný.[zdroj?]

## Současná železniční doprava
Stanice získala na důležitosti po prodloužení linky metra A, kdy se stala nejbližším přestupním uzlem mezi metrem A a železnicí v tomto směru. Ve stanici zastavují všechny vlaky osobní dopravy provozované na trati, tedy kategorie Os, Sp i R. Interval je shodný pro pracovní dny a víkendy a to 30 minut s vloženými spoji v odpoledních špičkách.[zdroj?]

### Linky v systému PID
- R24 Praha – Hostivice – Kladno – Nové Strašecí - Rakovník (kategorie R)
- R45 Praha – Hostivice – Kladno (kategorie Sp)
- S5 Praha – Hostivice – Kladno – Brandýsek – Kralupy nad Vltavou (kategorie Os)
- S54 Praha – Hostivice – Dobrovíz (Amazon) – Středokluky – Noutonice (kategorie Os)

## Galerie

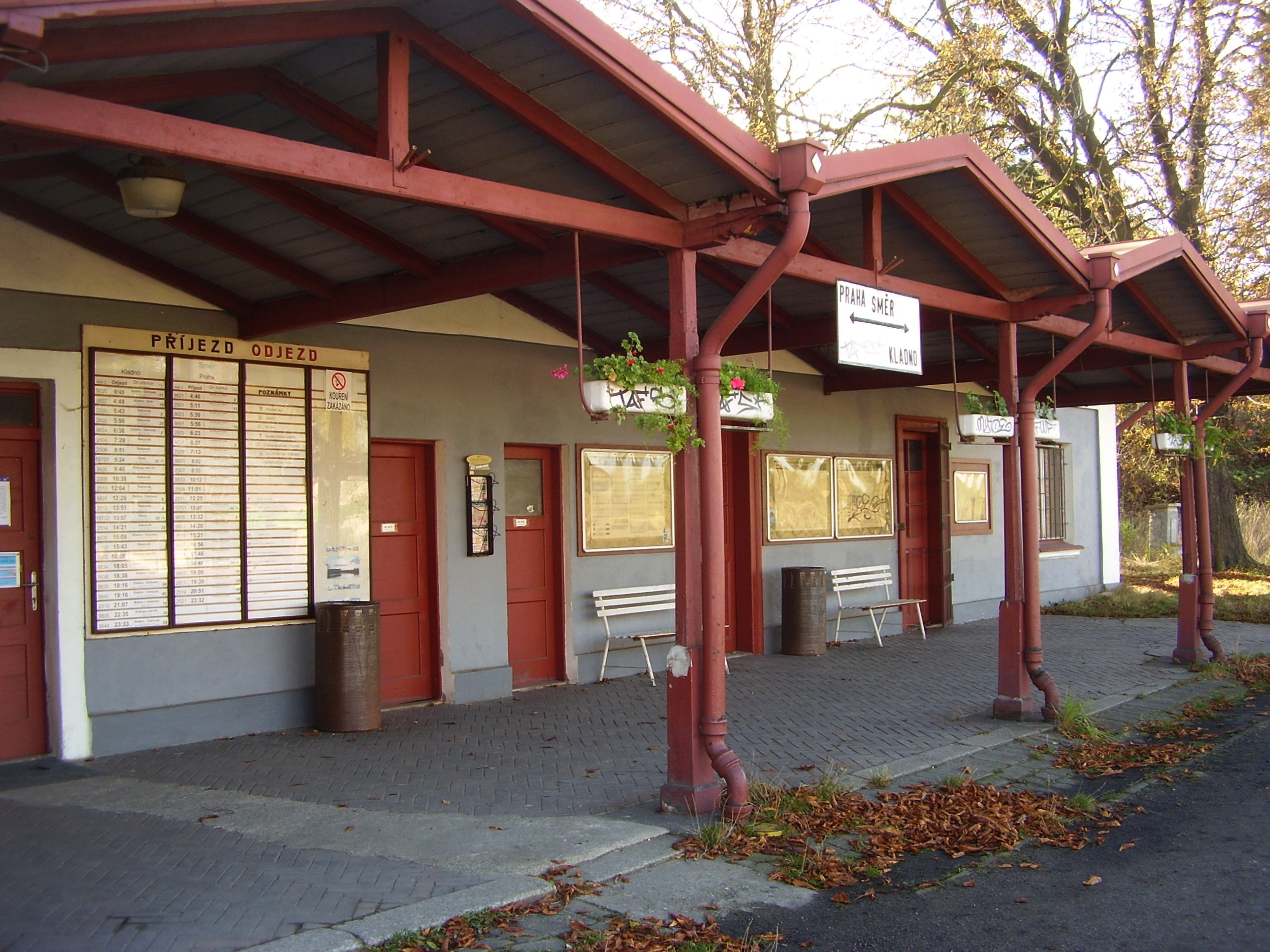
Zastřešený prostor před stanicí určený jako čekárna
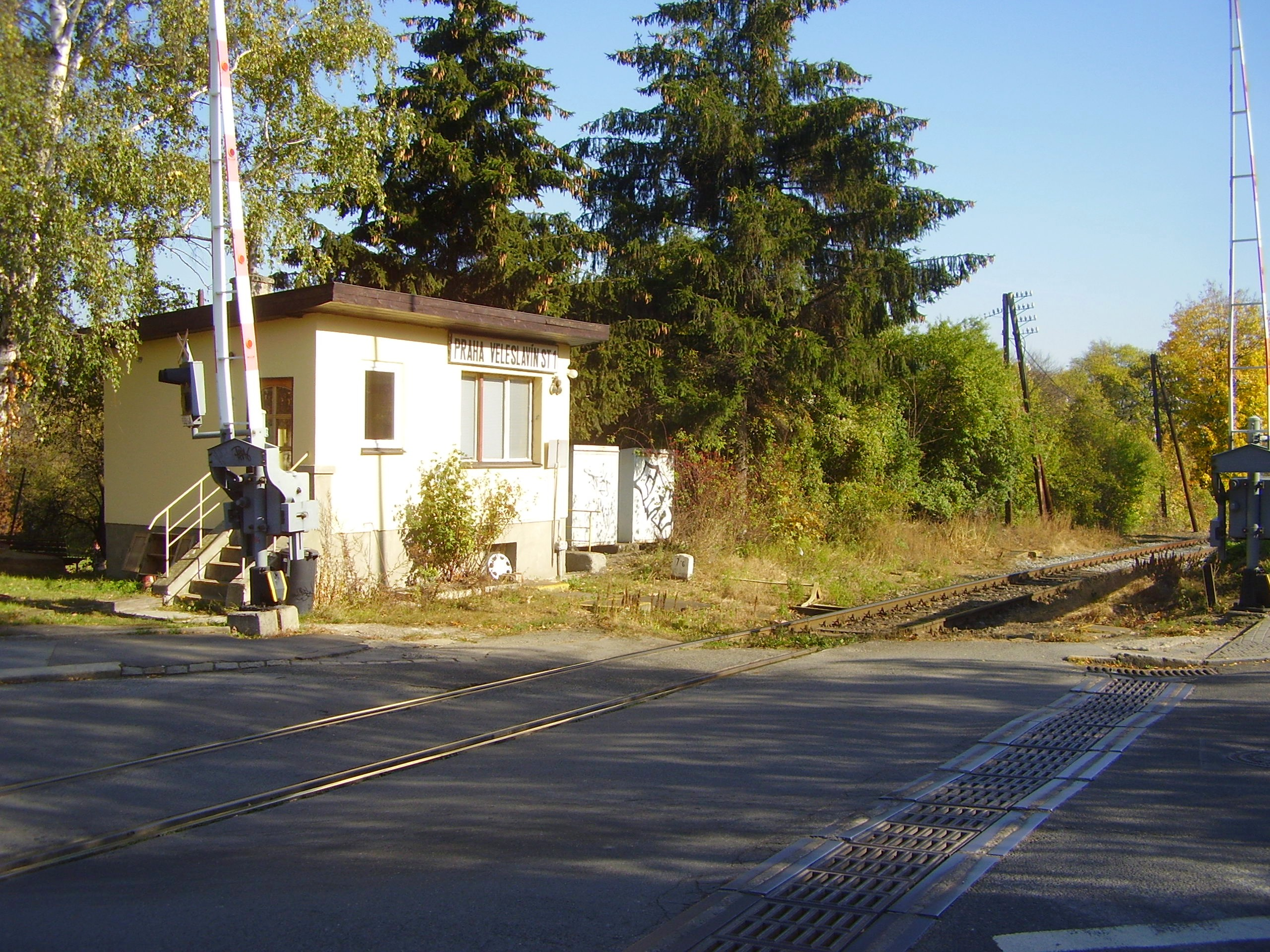
Stavědlo na dejvickém záhlaví a přejezd Veleslavínské ulice